# Heinrich Papenburger
Heinrich Papenburger (* 1558 in Hildesheim; † 10. Juni 1606 in Wunstorf) war ein deutscher lutherischer Theologe und Generalsuperintendent der Generaldiözese Calenberg.

## Leben
Papenburger war ein Sohn des Bürgers und Schneiders Caspar Papenburger. Er war zunächst Professor für griechische Sprache an der Universität Helmstedt und wurde 1593 erster Pastor und Stiftssenior in Wunstorf sowie Generalsuperintendent der Generaldiözese Calenberg.